# تونی لاورنس
تونی لاورنس (انگلیسی: Tony Lawrence؛ زادهٔ ۱ فوریهٔ ۱۹۴۶) بازیکن فوتبال اهل کانادا بود.
وی همچنین در تیم ملی فوتبال المپیک کانادا بازی کرده‌است.